# Emanuela Pierantozzi
Emanuela Pierantozzi (* 22. August 1968 in Bologna) ist eine ehemalige italienische Judoka. Sie gewann zwei olympische Medaillen und war Welt- und Europameisterin.

## Sportliche Karriere
Die 1,77 m große Judoka von Vulture Genua Voltri trat bis 1997 meist im Mittelgewicht (bis 66 kg) an. 1999 und 2000 startete sie im Halbschwergewicht (bis 78 kg).
Nachdem sie bereits 1986 und 1987 Medaillen bei den italienischen Judomeisterschaften gewonnen hatte, gelang ihr 1988 der internationale Durchbruch. Bei den Europameisterschaften erreichte sie das Finale im Mittelgewicht, nach ihrer Niederlage gegen  Alexandra Schreiber aus der Bundesrepublik Deutschland erhielt sie die Silbermedaille. Zwei Wochen nach den Europameisterschaften gewann sie ihren ersten italienischen Meistertitel. Ende 1988 erkämpfte sie bei den Studentenweltmeisterschaften je eine Bronzemedaille im Mittelgewicht und in der offenen Klasse. 1989 gewann sie zum Saisonauftakt das Weltcup-Turnier in Paris. Nach dem Sieg bei den italienischen Meisterschaften gewann sie auch den Titel bei den Europameisterschaften in Helsinki durch einen Finalsieg über Alexandra Schreiber. Bei den Weltmeisterschaften 1989 in Belgrad gewann sie alle fünf Kämpfe, im Finale bezwang sie die Japanerin Hikari Sasaki. 1990 gewann sie bei den italienischen Meisterschaften, belegte mit dem italienischen Team den dritten Platz bei den Mannschaftseuropameisterschaften und siegte Ende des Jahres bei den Studentenweltmeisterschaften.
1991 gewann Piarantozzi das Turnier in Paris und die italienischen Meisterschaften. Bei den Europameisterschaften in Prag unterlag sie im Halbfinale der Französin Isabelle Beauruelle, im Kampf um die Bronzemedaille besiegte sie die Polin Iwona Stefaniuk. Bei den Weltmeisterschaften in Barcelona bezwang sie im Viertelfinale Alexandra Schreiber, im Halbfinale die Britin Kate Howey und im Finale die Kubanerin Odalis Revé. 1992 gewann Piarantozzi nach 1989 ihren zweiten Europameistertitel durch einen Finalsieg über die Belgierin Heidi Rakels. Bei den Olympischen Spielen 1992 in Barcelona wurden erstmals Medaillen im Frauen-Judo vergeben. Im Viertelfinale gewann die Italienerin gegen die Französin Claire Lecat und im Halbfinale besiegte sie Alexandra Schreiber in sieben Sekunden. Das Finale gewann Odalis Revé nach vier Minuten.
Bei den italienischen Meisterschaften gewann Pierantozzi 1993 im Halbschwergewicht, bei den Europameisterschaften zwei Monate später trat sie wieder im Mittelgewicht an. Nach einer Niederlage im Halbfinale gegen die Französin Alice Dubois sicherte sich Pierantozzi die Bronzemedaille durch einen Sieg über die Russin Jelena Kotelnikowa. 1994 gewann Pierantozzi wieder die italienischen Meisterschaften im Mittelgewicht. Bei den Europameisterschaften 1995 gewann die Italienerin Silber nach der Finalniederlage gegen Alice Dubois, ein Jahr später folgte eine weitere Silbermedaille hinter der Niederländerin Claudia Zwiers. Bei den Olympischen Spielen 1996 in Atlanta unterlag Pierantozzi in ihrem ersten Kampf der Deutschen Anja von Rekowski. Ende 1996 wurde die Italienerin Studentenweltmeisterin. Nach einem fünften Platz bei den Europameisterschaften 1997 gewann Pierantozzi eine Bronzemedaille bei den Weltmeisterschaften 1997 in Paris. Nach einer frühen Niederlage gegen die Südkoreanerin Cho Min-sun kämpfte sie sich durch drei Siege in der Hoffnungsrunde zur Medaille durch. Ebenfalls Bronze gewann sie mit der italienischen Mannschaft bei den Mannschaftseuropameisterschaften 1997.
Nach einem Jahr Pause kehrte Pierantozzi 1999 im Halbschwergewicht zurück und gewann zum Auftakt das Weltcupturnier in Paris. 1999 gewann sie noch das Turnier in Rom, 2000 siegte sie in Sofia und erneut in Rom. Bei den Europameisterschaften 2000 belegte sie den fünften Platz. Zum Abschluss ihrer Karriere startete sie bei den Olympischen Spielen 2000 in Sydney. Nachdem sie in ihrem Auftaktkampf die Japanerin Noriko Anno besiegt hatte, unterlag sie im Viertelfinale gegen die Belgierin Heidi Rakels. Nach drei Siegen in der Hoffnungsrunde erhielt Emanuela Piantozzi die Bronzemedaille.